# Korichar Khan
Korichar Khan (705 circa) fu un sovrano e condottiero Mongolo, diretto progenitore della stirpe reale dell'Impero Mongolo, tra cui Gengis Khan.

## Vita
Fu il 5º Khan dei Mongoli.
Figlio di Tamacha Khan, e nipote di Batachi Khan, di lui poco è noto.

## Discendenze
Primo dei suoi figli fu Aujun Boroul padre di Sali Kachau (poi padre di Yeke Nidun). Tra i suoi discendenti diretti c'è, oltre a Gengis Khan, tutta la stirpe dell'Impero Mongolo e Tartaro.